# Șleah, Ostroh
Șleah (în ucraineană Шлях) este un sat în comuna Verhiv din raionul Ostroh, regiunea Rivne, Ucraina.

## Demografie
Componența lingvistică a localității Șleah
     Ucraineană (98,84%)
     Rusă (1,16%)
Conform recensământului din 2001, majoritatea populației localității Șleah era vorbitoare de ucraineană (98,84%), existând în minoritate și vorbitori de rusă (1,16%).